# Товариство імені Олександра Духновича
Общество імені Олександра Духновича (Русское культурно-просвѣтительное общество имени А. В. Духновича) — колись москвофільське, наразі русинофільське культорно-освітнє товариство на Закарпатті з центрами в Ужгороді й Пряшеві. Засноване 22 березня 1923 року в Мукачеві, де розташовувалося його Центральне Правління. Товариства імені Олександра Духновича — свого роду відроджене Товариство імені Святого Василія Великаго, яке австро-угорський уряд закрив 1902 року.
Закарпатське обласне науково-культурологічне товариство ім.О.Духновича, створене 1994 р.. позиціонує себе як наступник діяльності історичного товариства, з акцентом на розвиток культури місцевих карпатських русинів.

## Історія
Засноване 22 березня 1923 року в Мукачеві, за ініціативою Йосифа Камінського, Степана Фенцика як наступник Товариства імені Святого Василія Великаго, закрите австро-угорським урядом у 1902 році, а також як конкурентна установа проукраїнському товариству «Просвіта».
В установчих зборах взяли участь 163 делегати. Головою обрали о. Євменія Сабова (парох у Севлюші, нині Виноградів), секретарем — Степана Фенцика. До складу Центрального Правління увійшли Петро Петрігалла (пізніше міський староста Мукачева у 1924—1926, 1926—1931), Микола Драгула, директор, Мукачівської державної реальної гімназії у 1923/1924 — 1937/1938 роках. Инші діячі — Юліан Гаджеґа, Андрій Бродій, Михайло Демко, Едмунд Бачинський, Петро Гебей, Іван Бокшай. Також були обрані: Секретар-діловод — Гуснай Ігор, шкільний інспектор в Ужгороді.
Членами Центрального правління одноголосно обрані:
1. о. Гебей Петро, протоієрей.
2. д-р Бескид Антоні, адвокат.
3. д-р Сабов Симеон, канонік.
4. Невицкий Костянтин, намісник.
5. Мустянович Максиміліан, священик.
6. Контратович Іриней, священик.
7. Анталовский Василь, шкільний інспектор.
8. Василенков Михайло, учитель.
9. Мураши Іван, професор.
10. д-р Бескід Олександр, референт шкільного відділу.
11. Хромяк Йосип, директор учительської семінарії.
12. Ставровский Михайло, професор.
13. д-р Бескід Михайло, священик.
14. Кізак Іван, професор.
15. Туркіняк Олександр, пенсіонер, учитель.
16. Іойкович Феодор, намісник.
17. Ханат Іриней, священик.
18. Демьянчик Олександр, учитель.
19. Ладишинський Олександр, учитель.
20. д-р Сулінчак Василь, директор гімназії.

Заступниками членів Центрального правління вибрані:
1. Бокшай Іван, намісник.
2. Сівак Олексій, землевласник.
3. Добош Василь, шкільний інспектор.
4. Юрічков Василь, учитель.
5. Поповіч Андрій, учитель.
6. Шпенік Василь, шкільний інспектор.
7. Мигалка Іван, шкільний інспектор.
8. Микита Михайло, професор.
9. Феделеш Віра, учителька.
10. Бучіна Бейла, учитель.
11. Шутка Георгій, учитель.
12. Петро Копик, учитель.
13. Карпинец Іван, шкільний інспектор.
14. Торбич Михайло, професор.

У члени контрольної комісії вибрані:
1. Петригалла Мирон, учитель.
2. Гайович Петро, урядник.
3. Попович Олександр, урядник.

Другі збори відбулися 27 грудня 1923 року в Ужгороді. 13 липня 1923 року затвердили Статут Товариства. 1923 року Товариство придбано невеликий будинок в Ужгороді, де й розмістилося Центральне Правління (спочатку діяло в Мукачеві, потім — у Пряшеві).
У 1923—1924 роках Товариство почало видавати брошури, книги, часопис «Карпатський край», у 1925—1933 роках та в 1938 році — часопис «Карпатський світ». Було створено 12 секцій: науково-літературну, організаційно-освітню, видавничу, театральну, музичну, хорову, Спілку руських жінок, архівну, секцію Народних Будинків, спортивну, скаутів ім. Духновича, санітарно-гігієнічну.
1929 року організація мала у східній Словаччини 18 бібліотек, 13 драматичних гуртків, три оркестри та шість співочих груп. 1930 року пряшівська філія товариства юридично став незалежним від ужгородського центру, формально визнаючи старшинство підкарпатського Товариства. Нова Пряшівська організація діяла на території Чехословаччини за винятком Підкарпатської Русі. Станом на 1931 рік у Підкарпатській Русі Товариство мало 274 хати-читальні, 248 бібліотек, 155 театральних гуртків, 7 оркестрів, 26 струнних та 33 духових оркестри, 18 народних хорів. У час піку діяльності (1934) товариство мало 315 читалень, 16 народних домів, 76 хорів, 39 оркестрів, 19 спортових клубів, понад 200 аматорських театральних гуртків, видавництво популярних книг, науково-культурний місячник російською мовою («Карпатскій Свѣтъ», 1928—1933); воно відбувало т. зв. «Дни русской культуры». Видавнича і наукова праця була переважно в руках російських емігрантів, Товариство користувалося допомогою чехословацького уряду, а деякі його діячі мали так само підтримку угорського і польського урядів.
У 1939—1940 роках Товариство припинило свою діяльність в Ужгороді (угорська влада відмовилася далі підтримувати русофільство на Закарпатті), 1945 року — в Пряшеві.
1945 року після приєднання Закарпаття до СРСР суспільство було заборонено.
В 1990-і роки в Словаччині було створено Русинську культурно-просвітню спілку імені О. В. Духновича (словац. Rusínsky kultúrno-osvetový spolok Alexandra Duchnoviča).